# Rodrigo Gastón Díaz
Rodrigo Gastón Díaz Rodríguez (Montevideo, 4 luglio 1995) è un calciatore uruguaiano, centrocampista del Cerrito.

## Carriera
Nella stagione 2012-2013 ha esordito con il Bella Vista nel campionato di massima serie uruguaiano giocando 5 partite. Nella stagione successiva passa al Sud América, con cui disputa 2 incontri.